# Eta
 Ovo je glavno značenje pojma Eta. Za druga značenja pogledajte Eta (razdvojba).
Eta (grčki srednji rod: Ήτα; veliko slovo H; malo slovo η) sedmo je slovo grčkog alfabeta i ima brojčanu vrijednost 8. U starogrčkom se izgovaralo /ɛː/, a u novogrčkom se naziva íta i izgovara /i/.

## Podrijetlo
Slovo het iz feničkog pisma izvor je grčkog slova eta.
Znak H prvobitno se zvao heta, a kasnije se promijenio u eta, ostavivši glas /h/ bez oznake. Da se ta rupa popuni, slovo H okrenulo se u tom položaju okomito. Riječi koji su počinjale samoglasnikom (ili slovom ro) rabile su lijevi dio slova H na početku riječi, a desni dio slova H pojavljivao se pred samoglasnicima samo ako se željelo označiti da se pred njima pojavljuje početno /h/. Iz te podjele razvili su se dijakritički znakovi za spiritus asper i spiritus lenis.[nedostaje izvor]

## Šifra znaka
|                   | Veliko slovo H           | Malo slovo η           |
| ----------------- | ------------------------ | ---------------------- |
| Unicode Codepoint | U+0397                   | U+03B7                 |
| Unicode-Ime       | GREEK CAPITAL LETTER ETA | GREEK SMALL LETTER ETA |
| HTML              | &#919;                   | &#951;                 |
| HTML-Identitet    | &Eta;                    | &eta;                  |